# Ludvig Bramsen
Ludvig Ernst Bramsen, född 9 september 1847 i Köpenhamn, död 20 juli 1914 på Frederiksberg, var en dansk försäkringsman och politiker. Han var son till Luis Bramsen och far till Bo Bramsen.
Bramsen blev 1886 direktör för Nye danske Brandforsikring. Han utgav ett flertal socialpolitiska arbeten, bland annat Englands og Tysklands Lovgivning for Arbejdere i Industri og Haandværk (1889) och spelade en betydande roll för den danska sociallagstiftningen. Olycksfallsförsäkringslagen av 1898 var till stor del Bramsens verk. Som inrikesminister 1899–1901 genomdrev han en ny fabrikslag. Bramsen arbetade även för främjandet av arbetsfred och föreslog inrättandet av arbetsdomstolar. Han representerade de konservativa i Folketinget 1892–1898 och i Landstinget från 1906.

## Utmärkelser
- Köpenhamns universitets guldmedalj,  1889[2]
- Dannebrogsmännens hederstecken,  1898[2]
- Kommendör av första graden av Dannebrogorden,  1914[2]

[Redigera Wikidata]